# Павловка (Никольский район)
 Павловка  — село Никольского района Пензенской области. Входит в состав Маисского сельсовета.

## География
Находится в северо-восточной части Пензенской области на расстоянии приблизительно 16 км на север-северо-запад по прямой от районного центра города Никольск на левом берегу Инзы.

## История
Перед отменой крепостного права деревня Ново-Павловка показана за помещиком Столыпиным, 107 ревизских душ крестьян. В 1911 году 68 дворов. В 1955 году работал колхоз имени Сталина. В 2004 году имелось 186 хозяйств.

## Население
Численность населения: 220 человек (1864 год), 367 (1912), 545 (1926), 574 (1930), 1825 (1959), 756 (1979), 484 (1989), 366 (1996). Население составляло 347 человек (русские 93 %) в 2002 году, 228 в 2010.